# Boiga gocool
Boiga gocool är en ormart som beskrevs av GRAY 1835. Boiga gocool ingår i släktet Boiga och familjen snokar. Inga underarter finns listade.
Arten förekommer i östra och nordöstra Indien samt i Bangladesh och Bhutan. Honor lägger ägg. Ormen lever i låglandet och kulliga regioner upp till 540 meter över havet. Den vistas i skogar, gräsmarker och besöker odlingsmark. Individerna håller vanligen till på marken men de kan klättra i träd.
Beståndet hotas av skogarnas omvanling till jordbruksmark. Flera exemplar dödas i trafiken. Hela populationen är fortfarande stor. IUCN listar arten som livskraftig (LC).